# Geschichte der Seifenherstellung
Die Geschichte der Seifenherstellung lässt sich bis ins Altertum zurückverfolgen und zeigt eine kontinuierliche Entwicklung von einfachen Reinigungsmitteln hin zu den vielfältigen Seifen der heutigen Zeit.

## Ursprünge im Alten Orient
Archäologische Funde belegen, dass bereits um 2800 v. Chr. die Sumerer in Mesopotamien eine frühe Form von Seife herstellten. Diese bestand aus einer Mischung von tierischen Fetten, wie Talg oder Hammelfett, und Asche. Die Asche, die reich an Kaliumcarbonat war, lieferte die notwendige alkalische Komponente für die Verseifungsreaktion. Auch die alten Ägypter nutzten bereits um 1500 v. Chr. eine Art Seife zur Körperreinigung und zur Behandlung von Hautkrankheiten. Papyrus Ebers, ein medizinischer Text aus dieser Zeit, enthält Rezepte für Salben und Reinigungsmittel, die möglicherweise Seife enthielten. Die Ägypter schätzten solche Substanzen nicht nur wegen ihrer reinigenden Wirkung, sondern auch wegen ihres angenehmen Dufts. Sie verwendeten häufig aromatische Öle wie Zedernöl, Myrte oder Thymian für kosmetische und medizinische Zwecke.

## Entwicklung in der arabischen Welt und Verbreitung nach Europa
Einen entscheidenden Fortschritt in der Seifenherstellung erzielten die Araber im 7. Jahrhundert n. Chr. Ihre Methode, Olivenöl mit Natronlauge (aus Pflanzenasche) und Kalk zu vermischen, führte zur Herstellung von fester Seife. Durch den Handel und die Expansion des Islam verbreitete sich die Seifenherstellung im Mittelalter nach Europa, insbesondere nach Spanien, Italien und Frankreich.

## Seife als Luxusgut im Mittelalter
Im Mittelalter blieb Seife jedoch lange Zeit ein Luxusgut, das hauptsächlich von wohlhabenden Menschen genutzt wurde. Die Herstellung war aufwendig und kostspielig, da sie meist in kleinen Werkstätten von spezialisierten Seifensiedern erfolgte. Die Seifenherstellung war ein streng gehütetes Handwerk, und die Rezepte wurden oft von Generation zu Generation weitergegeben.

## Industrialisierung der Seife
Die Industrialisierung im 17. Jahrhundert revolutionierte die Seifenherstellung. Neue Technologien und Maschinen ermöglichten die Massenproduktion, wodurch Seife für die breite Bevölkerung erschwinglicher wurde. Im 19. Jahrhundert führte die Entdeckung synthetischer Tenside zur Entwicklung moderner Waschmittel, die die Reinigungswirkung weiter verbesserten.

## 20. Jahrhundert und Moderne
Das 20. Jahrhundert brachte eine Vielzahl neuer Seifenprodukte hervor, darunter Flüssigseife, antibakterielle Seife und Seife für spezielle Hautbedürfnisse. Seife wurde nicht mehr nur als Reinigungsmittel, sondern auch als Kosmetikprodukt wahrgenommen. Die Werbung spielte eine wichtige Rolle bei der Popularisierung verschiedener Seifenmarken und -arten.

## Seife im 21. Jahrhundert: Nachhaltigkeit und neue Technologien
Heute ist Seife ein allgegenwärtiges Produkt, das in nahezu jedem Haushalt zu finden ist. Die Seifenherstellung ist eine globale Industrie, die Milliarden von Dollar Umsatz generiert. Gleichzeitig wächst das Bewusstsein für Nachhaltigkeit und Umweltverträglichkeit, was zu einer steigenden Nachfrage nach natürlichen und ökologischen Seifen führt.
Die Forschung arbeitet an neuen Technologien, die die Seifenherstellung revolutionieren könnten. So wird beispielsweise an Seifen geforscht, die ohne Wasser auskommen oder die aus nachwachsenden Rohstoffen hergestellt werden.